# 賈希姆·本·穆罕默德·阿勒薩尼
賈希姆·本·穆罕默德·阿勒薩尼（羅馬化：Jassim bin Mohammed Al Thani；？—1913年）是1878年至1913年間的卡達埃米爾。他是穆罕默德·本·薩尼的兒子，並且屬於薩尼王朝。
賈希姆·本·穆罕默德·阿勒薩尼在1893年的瓦吉巴戰役戰勝鄂圖曼帝國軍，此後卡達逐漸脫離鄂圖曼帝國控制。1913年賈希姆·本·穆罕默德·阿勒薩尼去世由兒子阿卜杜拉·本·賈希姆·阿勒薩尼繼位。